# روبرتس بلوسوم
روبرتس بلوسوم (بالإنجليزية: Roberts Blossom)‏ مواليد 25 مارس 1924 في نيو هيفن، الولايات المتحدة - الوفاة 08 يوليو 2011 في سانتا مونيكا، هو ممثل أمريكي بدأ مسيرته الفنية سنة 1955. امتدت مسيرته الفنية لأكثر من 45 عاما.

## الأعمال

### أفلام
- المشفى (1971)
- غاتسبي العظيم (1974)
- لقاءات قريبة من النوع الثالث (1977) (بدور: فارمر)
- الهروب من ألكتراز (1979)
- الإغراء الأخير للسيد المسيح (1988)
- وحيد في المنزل (1990)
- السريع والميت (1995)

### مسلسلات
- عالم آخر (1976)
- قصص مدهشة (1985)

## روابط خارجية
- روبرتس بلوسوم على موقع IMDb (الإنجليزية)
- روبرتس بلوسوم على موقع روتن توميتوز (الإنجليزية)
- روبرتس بلوسوم على موقع ألو سيني (الفرنسية)
- روبرتس بلوسوم على موقع تيرنر كلاسيك موفيز (الإنجليزية)
- روبرتس بلوسوم على موقع أول موفي (الإنجليزية)
- روبرتس بلوسوم على موقع قاعدة بيانات برودواي على الإنترنت (الإنجليزية)
- روبرتس بلوسوم على موقع قاعدة بيانات الأفلام السويدية (السويدية)
- روبرتس بلوسوم على موقع إن إن دي بي (الإنجليزية)
- روبرتس بلوسوم على موقع قاعدة بيانات الفيلم (الإنجليزية)
- روبرتس بلوسوم على موقع كينوبويسك (الروسية)